# Liste der denkmalgeschützten Objekte in Kirchdorf an der Krems
Die Liste der denkmalgeschützten Objekte in Kirchdorf an der Krems enthält die 15 denkmalgeschützten, unbeweglichen Objekte der Gemeinde Kirchdorf an der Krems im Bezirk Kirchdorf (Oberösterreich).

## Denkmäler
| Foto |                 | Denkmal                                                                                      | Standort                                                         | Beschreibung | Metadaten |
| ---- | --------------- | -------------------------------------------------------------------------------------------- | ---------------------------------------------------------------- | --- | --- |
| ja   | Datei hochladen | Wegkapelle HERIS-ID: 38007 Objekt-ID: 37497                                                  | gegenüber Dierzerstraße 2 Standort KG: Kirchdorf an der Krems    | | BDA-Hist.: Q37978370 Status: Bescheid Stand der BDA-Liste: 2025-06-30 Name: Wegkapelle GstNr.: 391/2 Wegkapelle Dierzerstraße 2 (Kirchdorf an der Krems)                    |
| ja   | Datei hochladen | Brauerei mit Herrenhaus, Wirtschaftstrakten und Gartenareal HERIS-ID: 45274 Objekt-ID: 46491 | Ertlstraße 3-7 Standort KG: Kirchdorf an der Krems               | | BDA-Hist.: Q38014827 Status: Bescheid Stand der BDA-Liste: 2025-06-30 Name: Brauerei mit Herrenhaus, Wirtschaftstrakten und Gartenareal GstNr.: .278, .234                  |
| ja   | Datei hochladen | Mayr-Kapelle HERIS-ID: 88112 Objekt-ID: 102635seit 2012                                      | westlich Ertlstraße 16 Standort KG: Kirchdorf an der Krems       | Die barocke Kapelle ist der Mutter Gottes geweiht und wurde im 18. Jahrhundert von den Besitzern der ehemaligen Brauerei Mayr errichtet. Die Kapelle wurde 2011 restauriert. | BDA-Hist.: Q37723701 Status: Bescheid Stand der BDA-Liste: 2025-06-30 Name: Mayr-Kapelle GstNr.: 514/1 Mayr-Kapelle Kirchdorf an der Krems                                  |
| ja   | Datei hochladen | Bürgerhaus, Schmallnauerhaus HERIS-ID: 59107 Objekt-ID: 70089                                | Hauptplatz 3 Standort KG: Kirchdorf an der Krems                 | Das Haus mit Neobarock-Formen und Jugendstildekor wurde 1914 von Mauriz Balzarek errichtet. | BDA-Hist.: Q38085954 Status: Bescheid Stand der BDA-Liste: 2025-06-30 Name: Bürgerhaus, Schmallnauerhaus GstNr.: .131 Schmallnauerhaus                                      |
| ja   | Datei hochladen | Wohn- und Geschäftshaus, ehem. Bezirksgericht HERIS-ID: 45343 Objekt-ID: 46635               | Hauptplatz 18 Standort KG: Kirchdorf an der Krems                | | BDA-Hist.: Q38015219 Status: Bescheid Stand der BDA-Liste: 2025-06-30 Name: Wohn- und Geschäftshaus, ehem. Bezirksgericht GstNr.: .170/1                                    |
| ja   | Datei hochladen | Mariensäule HERIS-ID: 87670 Objekt-ID: 102094                                                | neben Hausmanninger Straße 3 Standort KG: Kirchdorf an der Krems | | BDA-Hist.: Q37721070 Status: § 2a Stand der BDA-Liste: 2025-06-30 Name: Mariensäule GstNr.: 114/2 Mariensäule (Kirchdorf an der Krems)                                      |
| ja   | Datei hochladen | Friedhof mit Friedhofskapelle HERIS-ID: 87630 Objekt-ID: 102052                              | bei Hausmanninger Straße 4 Standort KG: Kirchdorf an der Krems   | Das schmiedeeiserne Friedhofstor wurde 1758 angefertigt. In der 1771 geweihten Friedhofskapelle steht ein Rokokoaltar mit dem Bild „Tod des hl. Josef“ von F.X. Gürtler (bezeichnet mit 1770, restauriert 1878). | BDA-Hist.: Q63986573 Status: § 2a Stand der BDA-Liste: 2025-06-30 Name: Friedhof mit Friedhofskapelle GstNr.: 208 Friedhof Kirchdorf an der Krems                           |
| ja   | Datei hochladen | Pfarrhof HERIS-ID: 87611 Objekt-ID: 102033                                                   | Kalvarienbergstraße 1 Standort KG: Kirchdorf an der Krems        | | BDA-Hist.: Q37720670 Status: § 2a Stand der BDA-Liste: 2025-06-30 Name: Pfarrhof GstNr.: .88                                                                                |
| ja   | Datei hochladen | Dreifaltigkeitsbrunnen HERIS-ID: 88132 Objekt-ID: 102657                                     | gegenüber Kirchengasse 7 Standort KG: Kirchdorf an der Krems     | Der Dreifaltigkeitsbrunnen wurde 1847 bis 1848 errichtet. | BDA-Hist.: Q37723761 Status: § 2a Stand der BDA-Liste: 2025-06-30 Name: Dreifaltigkeitsbrunnen GstNr.: .92 Dreifaltigkeitsbrunnen, Kirchdorf an der Krems                   |
| ja   | Datei hochladen | Kath. Pfarrkirche hl. Gregor HERIS-ID: 52212 Objekt-ID: 58701                                | neben Kirchenplatz 12 Standort KG: Kirchdorf an der Krems        | Die dreischiffige, fünfjochige spätgotische Hallenkirche wurde zwischen 1471 und 1491 erbaut. Sie musste in der Folge mehrmals saniert werden. 1512 ist die Kirche abgebrannt, 1654 stürzte das Chorgewölbe ein. Der Chor wurde bis 1663 neu eingewölbt. 1721 hat man das Gewölbe des Langhauses abgetragen und neu errichtet. Die beiden östlichen Joche tragen ein Flachhängekuppelgewölbe, über den drei anderen Jochen des Mittelschiffes befindet sich ein Stichkappentonnengewölbe. Die Seitenschiffe sind netzrippen- bzw. kreuzgratgewölbt. Der Chor mit 3/8-Schluss hat ein Hängekuppelgewölbe. Der Turm mit einem Zwiebelhelm von 1889 steht südlich des Chores. Die beiden unteren Ebenen sind gotisch, die drei oberen Geschoße wurden 1690 fertiggestellt. Im Tympanon findet sich der Rest eines gotischen Freskos (Christus am Ölberg) aus dem 15. Jahrhundert. Die Einrichtung ist neuromanisch, das Hochaltarbild und einige Statuen sind aus dem 18. Jahrhundert. Bemerkenswert sind noch zwei gravierte Grabsteine in der Portalvorhalle. | BDA-Hist.: Q21856571 Status: § 2a Stand der BDA-Liste: 2025-06-30 Name: Kath. Pfarrkirche hl. Gregor GstNr.: .92 Stadtpfarrkirche Kirchdorf an der Krems                    |
| ja   | Datei hochladen | Figurenbildstock hl. Johannes Nepomuk HERIS-ID: 87627 Objekt-ID: 102049                      | neben Kirchenplatz 12 Standort KG: Kirchdorf an der Krems        | Der Figurenbildstock des hl. Nepomuk stammt aus dem 18. Jahrhundert. | BDA-Hist.: Q63986572 Status: § 2a Stand der BDA-Liste: 2025-06-30 Name: Figurenbildstock hl. Johannes Nepomuk GstNr.: .92 Statue of John of Nepomuk, Kirchdorf an der Krems |
| ja   | Datei hochladen | Schloss Neupernstein HERIS-ID: 38008 Objekt-ID: 37498                                        | Pernsteiner Straße 40 Standort KG: Kirchdorf an der Krems        | Der eher nüchterne Bau mit quadratischem Grundriss wurde durch das Stift Kremsmünster nach einem Entwurf von Jakob Prandtauer errichtet und 1717 fertiggestellt. | BDA-Hist.: Q15127753 Status: Bescheid Stand der BDA-Liste: 2025-06-30 Name: Schloss Neupernstein GstNr.: .514 Schloss Neupernstein                                          |
| ja   | Datei hochladen | Wegkapelle HERIS-ID: 88136 Objekt-ID: 102662                                                 | bei Pernsteiner Straße 40 Standort KG: Kirchdorf an der Krems    | | BDA-Hist.: Q37723789 Status: § 2a Stand der BDA-Liste: 2025-06-30 Name: Wegkapelle GstNr.: 680/5                                                                            |
| ja   | Datei hochladen | Rathaus/Gemeindeamt HERIS-ID: 87635 Objekt-ID: 102058                                        | Rathausplatz 1 Standort KG: Kirchdorf an der Krems               | | BDA-Hist.: Q37720913 Status: § 2a Stand der BDA-Liste: 2025-06-30 Name: Rathaus/Gemeindeamt GstNr.: .35 Rathaus Kirchdorf an der Krems                                      |
| ja   | Datei hochladen | Moarhof HERIS-ID: 87613 Objekt-ID: 102035                                                    | Schiedermayrstraße 19 Standort KG: Kirchdorf an der Krems        | | BDA-Hist.: Q37720717 Status: § 2a Stand der BDA-Liste: 2025-06-30 Name: Moarhof GstNr.: .45/1                                                                               |

## Ehemalige Denkmäler
| Foto |                 | Denkmal                                           | Standort                                                   | Beschreibung                                                        | Metadaten |
| ---- | --------------- | ------------------------------------------------- | ---------------------------------------------------------- | ------------------------------------------------------------------- | --- |
| ja   | Datei hochladen | Evang. Pfarrkirche A.B. Objekt-ID: 102057bis 2013 | Steiermärker Straße 26 Standort KG: Kirchdorf an der Krems | → Hauptartikel : Evangelische Pfarrkirche Kirchdorf an der Krems f1 | BDA-Hist.: Q24544189 Status: § 2a Stand der BDA-Liste: 2013-06-28 Name: Evang. Pfarrkirche A.B. GstNr.: .506 Evangelische Pfarrkirche Kirchdorf an der Krems |